# Landsrade
Landsrade (Limburgs: Landserao) is een buurtschap ten zuiden van Gulpen in de gemeente Gulpen-Wittem in de Nederlandse provincie Limburg. 
In de buurtschap staan verschillende boerderijen en het landhuis 'Landsrath'. In Landsrade bevindt zich de waterput Landsrade, een cultuurhistorisch monument.

## Geografie
De buurtschap ligt op de hoogte van het Plateau van Crapoel tussen de dalen van de Gulp en de Geul. Ten westen van Landsrade begint het Pesakerdal dat richting het noordwesten zich steeds dieper in het plateau insnijdt. Ten oosten van Landsrade snijdt het dal van de Landeus in op het plateau. In dit dal ligt buurtschap Bissen.
In de omgeving liggen het Landsraderveld en het hellingbos Kruisbos. Ten zuiden van het Kruisbos ligt De Molt. Verder naar het noordoosten ligt het Schweibergerbos met aan de bosrand de Groeve Bissen.

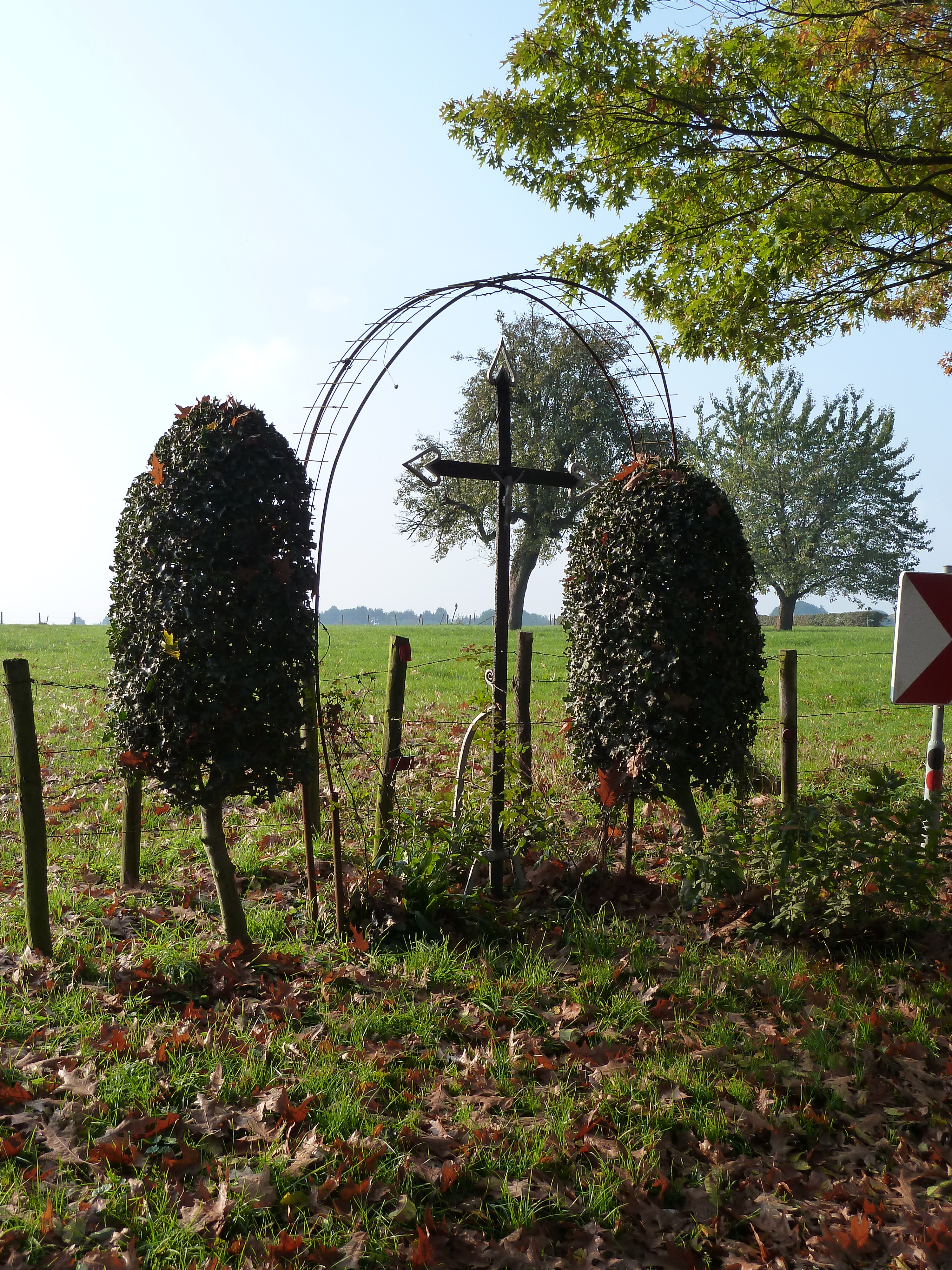
Wegkruis
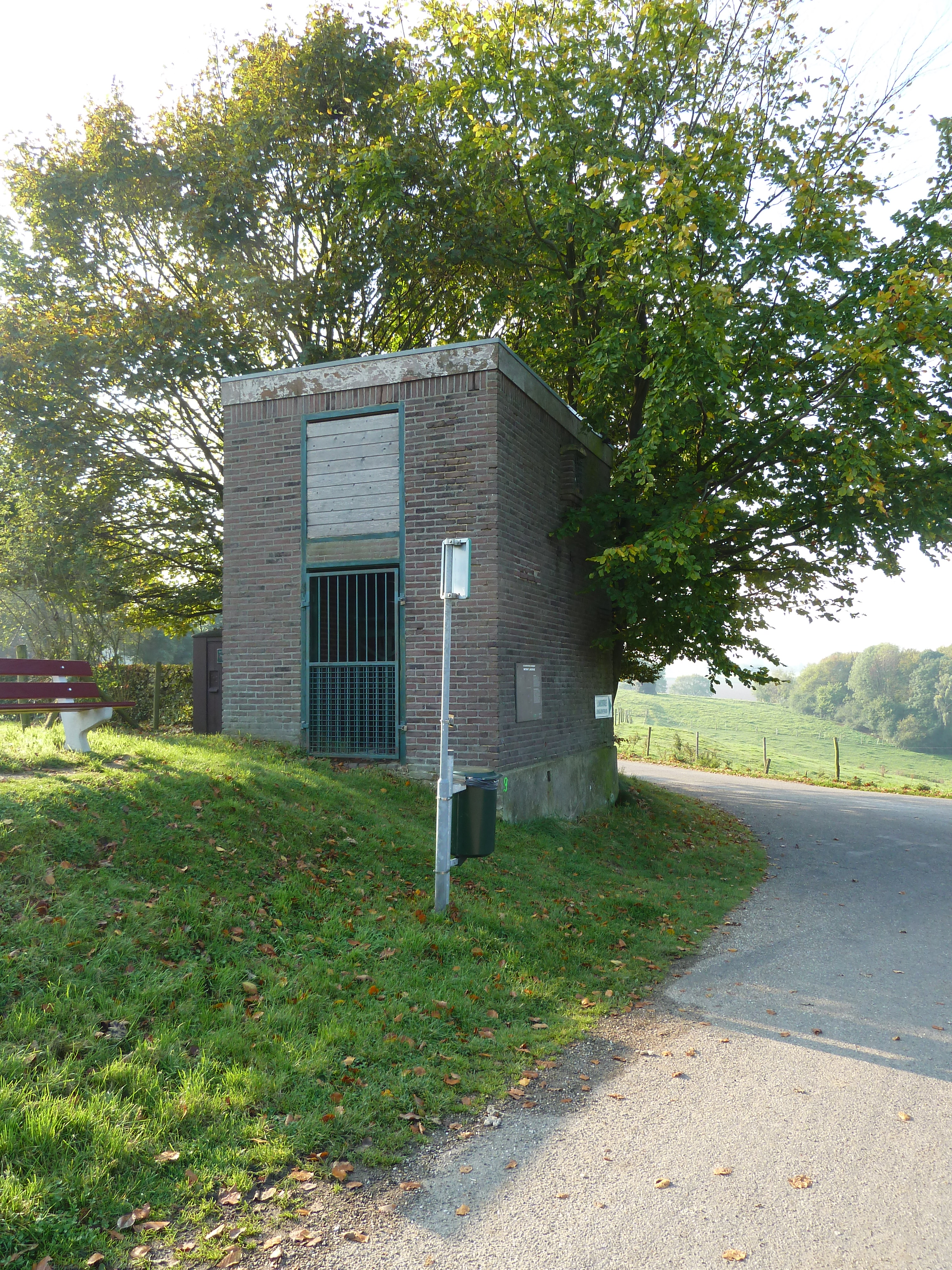
Waterput Landsrade
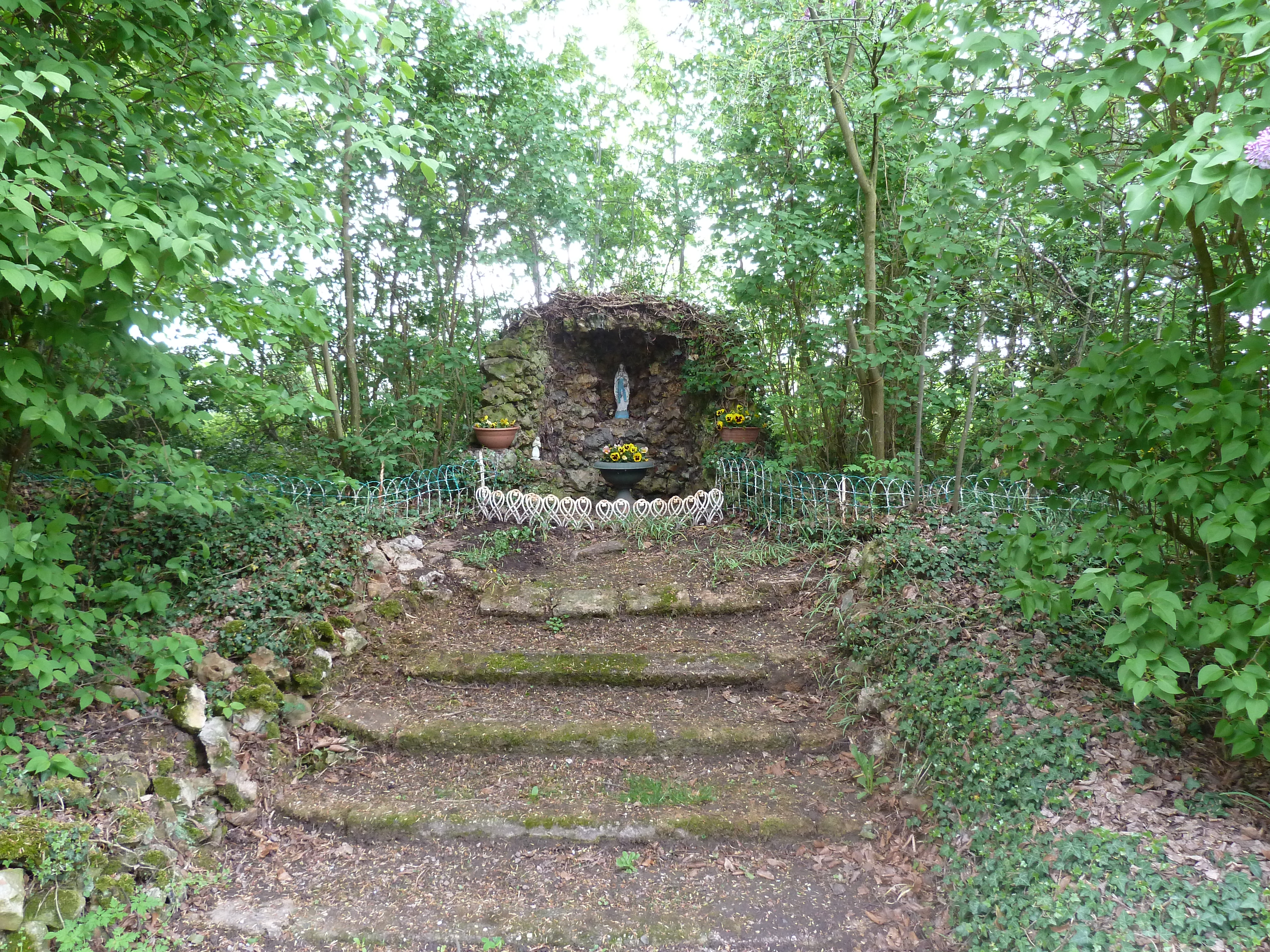
Mariagrotje

Dorpen: Epen · Eys · Gulpen · Mechelen · Nijswiller · Partij-Wittem · Reijmerstok · Slenaken · Wahlwiller · Wijlre

Gehuchten en buurtschappen: Beertsenhoven · Berghem · Berghof · Beutenaken · Billinghuizen · Bissen · Bommerig · Broek · Cartils · Crapoel · Dal · Diependal · Elkenrade · Elzet · Eperheide · Etenaken · Euverem · Eyserhalte · Eyserheide · Gracht Burggraaf · Heijenrath · Helle · Hilleshagen · Höfke · Hoogcruts · Hurpesch · De Hut · Ingber · Kapolder · Kleeberg · Klein-Kullen · Klein-Kuttingen · Kosberg · Kuttingen · Landsrade · Overeys · Overgeul · Partij · Pesaken · De Piepert · Plaat · Schilberg · Schweiberg · Sinselbeek · Stokhem · Terpoorten · Terziet · Trintelen · Waterop · Wittem

Limburg: Steden en dorpen      Nederland: Provincies · Gemeenten